# Leichtathletik-Weltmeisterschaften 2005/4 × 100 m der Frauen

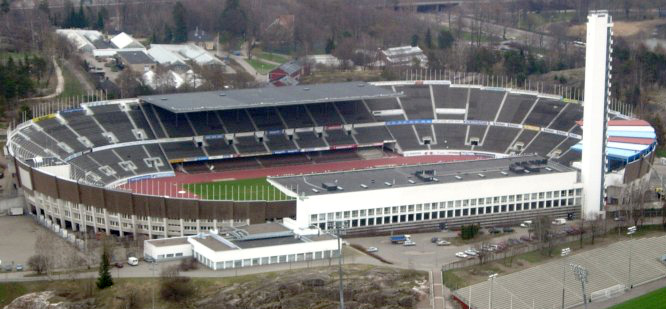
Das Olympiastadion in Helsinki im Mai 2005

Die 4-mal-100-Meter-Staffel der Frauen bei den Leichtathletik-Weltmeisterschaften 2005 wurde am 12. und 13. August 2005 im Olympiastadion der finnischen Hauptstadt Helsinki ausgetragen.
Weltmeister wurden die Vereinigten Staaten (Angela Daigle, Muna Lee, Me’Lisa Barber, Lauryn Williams).

Den zweiten Platz belegte Jamaika mit Danielle Browning, Sherone Simpson, Aleen Bailey und Veronica Campbell (Finale) sowie der im Vorlauf außerdem eingesetzten Beverly McDonald.

Bronze ging an Belarus in der Besetzung Julija Neszjarenka, Natallja Salahub, Alena Neumjarschyzkaja und Aksana Drahun.
Auch die nur im Vorlauf eingesetzte Läuferin der Staffel aus Jamaika erhielt eine Silbermedaille. Rekorde und Bestleistungen standen dagegen nur den tatsächlich laufenden Athletinnen zu.

## Bestehende Rekorde
| Weltrekord | 41,37 s | DDR (Silke Gladisch, Sabine Rieger, Ingrid Auerswald, Marlies Göhr) | Canberra, Australien           | 6. Oktober 1985 |
| WM-Rekord  | 41,47 s | USA (Chryste Gaines, Marion Jones, Inger Miller, Gail Devers)       | WM 1997 in Athen, Griechenland | 9. August 1997  |

Der bestehende WM-Rekord wurde bei diesen Weltmeisterschaften nicht eingestellt und nicht verbessert.
Es gab zwei Weltjahresbestleistungen und vier neue Landesrekorde.
- Weltjahresbestleistungen:
  - 42,16 s – USA (Angela Daigle, Muna Lee, Me’Lisa Barber, Lauryn Williams), 1. Vorlauf am 12. August
  - 41,78 s – USA (Angela Daigle, Muna Lee, Me’Lisa Barber, Lauryn Williams), Finale am 13. August
- Landesrekorde:
  - 43,67 s – Schweden (Emma Rienas, Carolina Klüft, Jenny Kallur, Susanna Kallur), 1. Vorlauf am 12. August
  - 43,03 s – Kolumbien (Melisa Murillo, Felipa Palacios, Darlenys Obregón, Norma González), 2. Vorlauf am 12. August
  - 42,80 s – Belarus (Julija Neszjarenka, Natallja Salahub, Alena Neumjarschyzkaja, Aksana Drahun), 3. Vorlauf am 12. August
  - 42,56 s – Belarus (Julija Neszjarenka, Natallja Salahub, Alena Neumjarschyzkaja, Aksana Drahun), Finale am 13. August

## Vorrunde
Die Vorrunde wurde in drei Läufen durchgeführt. Die ersten beiden Staffeln pro Lauf – hellblau unterlegt – sowie die darüber hinaus zwei zeitschnellsten Teams – hellgrün unterlegt – qualifizierten sich für das Finale.

### Vorlauf 1
12. August 2005, 21:05 Uhr
| Platz | Staffel        | Besetzung                                                                 | Zeit (s)                      |
| ----- | -------------- | ------------------------------------------------------------------------- | ----------------------------- |
| 1     | USA            | Angela Daigle Muna Lee Me’Lisa Barber Lauryn Williams                     | 42,16 WL                      |
| 2     | Nigeria        | Gloria Kemasuode Endurance Ojokolo Oludamola Osayomi Mercy Nku            | 43,53                         |
| 3     | Schweden       | Emma Rienas Carolina Klüft Jenny Kallur Susanna Kallur                    | 43,67 NR                      |
| 4     | Großbritannien | Emily Freeman Emma Ania Laura Turner Katherine Endacott                   | 43,83                         |
| DNF   | Bahamas        | Tamicka Clarke Chandra Sturrup Savatheda Fynes Philippa Arnett-Willie     |                               |
| DSQ   | Niederlande    | Pascal van Assendelft Jacqueline Poelman Annemarie Kramer Judith Baarssen | IAAF Rule 170.7 Wechselfehler |

### Vorlauf 2
12. August 2005, 21:14 Uhr
| Platz | Staffel    | Besetzung                                                                                     | Zeit (s) |
| ----- | ---------- | --------------------------------------------------------------------------------------------- | -------- |
| 1     | Frankreich | Patricia Buval Lina Jacques-Sébastien Fabé Dia Christine Arron                                | 42,86    |
| 2     | Jamaika    | Danielle Browning Sherone Simpson Beverly McDonald (Vorlauf) Aleen Bailey                     | 42,97    |
| 3     | Kolumbien  | Melisa Murillo Felipa Palacios Darlenys Obregón Norma González                                | 43,03 NR |
| 4     | Brasilien  | Raquel Martins da Costa Lucimar Aparecida de Moura Thatiana Regina Ignácio Luciana dos Santos | 43,22    |
| 5     | Italien    | Elena Sordelli Vincenza Calì Manuela Grillo Maria Aurora Salvagno                             | 44,03    |
| DNF   | Finnland   | Ilona Ranta Katja Salivaara Sari Keskitalo Heidi Hannula                                      |          |

### Vorlauf 3
12. August 2005, 21:23 Uhr
| Platz | Staffel  | Besetzung                                                                   | Zeit (s) |
| ----- | -------- | --------------------------------------------------------------------------- | -------- |
| 1     | Belarus  | Julija Neszjarenka Natallja Salahub Alena Neumjarschyzkaja Aksana Drahun    | 42,80 NR |
| 2     | Polen    | Iwona Dorobisz Daria Onyśko Dorota Dydo Iwona Brzezińska                    | 43,37    |
| 3     | Belgien  | Katleen de Caluwe Nancy Callaerts Élodie Ouédraogo Kim Gevaert              | 43,40    |
| 4     | Ukraine  | Iryna Koschemjakina Iryna Shepetyuk Iryna Schtanhjejewa Jelena Pastuschenko | 43,62    |
| 5     | Japan    | Tomoko Ishida Ayumi Suzuki Yuka Satō Sakie Nobuoka                          | 44,52    |
| DNF   | Russland | Jekaterina Kondratjewa Julija Guschtschina Irina Chabarowa Larissa Kruglowa |          |

## Finale
13. August 2005, 20:40 Uhr
| Platz | Staffel    | Besetzung | Zeit (s) |
| ----- | ---------- | --- | -------- |
| 1     | USA        | Angela Daigle Muna Lee Me’Lisa Barber Lauryn Williams                                                           | 41,78 WL |
| 2     | Jamaika    | Danielle Browning Sherone Simpson Aleen Bailey Veronica Campbell (Finale) im Vorlauf außerdem: Beverly McDonald | 41,99    |
| 3     | Belarus    | Julija Neszjarenka Natallja Salahub Alena Neumjarschyzkaja Aksana Drahun                                        | 42,56 NR |
| 4     | Frankreich | Patricia Buval Lina Jacques-Sébastien Fabé Dia Christine Arron                                                  | 42,85    |
| 5     | Brasilien  | Raquel Martins da Costa Lucimar Aparecida de Moura Thatiana Regina Ignácio Luciana dos Santos                   | 42,99    |
| 6     | Kolumbien  | Melisa Murillo Felipa Palacios Darlenys Obregón Norma González                                                  | 43,07    |
| 7     | Nigeria    | Gloria Kemasuode Endurance Ojokolo Oludamola Osayomi Mercy Nku                                                  | 43,25    |
| 8     | Polen      | Iwona Dorobisz Daria Onyśko Dorota Dydo Iwona Brzezińska                                                        | 43,49    |

## Video
- 2005 IAAF Outdoor Women's 4x100 Relay, youtube.com, abgerufen am 9. Oktober 2020